# Land Sharks vs. Sea Dogs
Pour plus de détails, voir Fiche technique et Distribution.
Land Sharks vs. Sea Dogs est un film muet américain réalisé par Hobart Bosworth et sorti en 1912.

## Fiche technique
- Titre : Land Sharks vs. Sea Dogs
- Réalisation : Hobart Bosworth
- Scénario : John Merne
- Producteur : William Selig
- Société de production : Selig Polyscope Company
- Société de distribution : General Film Company
- Pays d'origine :  États-Unis
- Langue : film muet avec les intertitres en anglais
- Métrage 200 mètres
- Format : Noir et blanc — 35 mm — 1,33:1 — Muet
- Genre : Comédie dramatique
- Durée : 6 minutes 40
- Date de sortie : 
  -  États-Unis : 23 août 1912

## Distribution
- William Hutchinson
- Hobart Bosworth
- Frank Clark
- Anna Dodge